# 蓋根巴赫河 (大蓋薩赫河支流)
47°43′42″N 11°39′12″E / 47.72822°N 11.65336°E

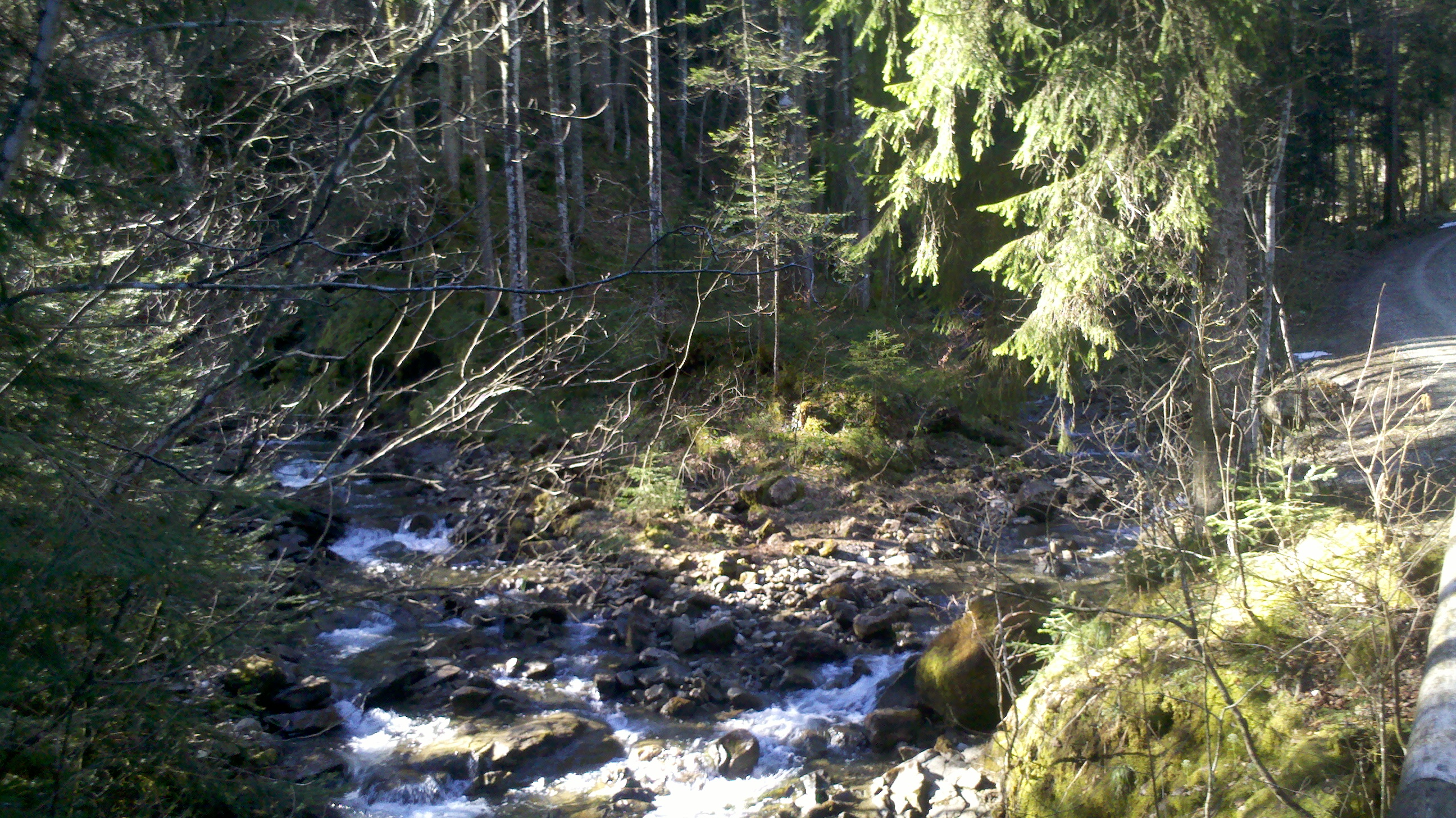

蓋根巴赫河是德國的河流，位於該國東南部，由巴伐利亞負責管轄，屬於大蓋薩赫河的左支流，河道全長1.5公里，流經米斯巴赫縣。